# Детоксикация
Детоксикация (лат. de — устранение, прекращение + др.-греч. τοξίνη — яд) — процесс разрушения и обезвреживания различных токсических веществ химическими, физическими или биологическими методами; естественное или искусственное удаление токсинов из организма.
Данный термин не следует путать с понятием «детокс» из альтернативной медицины, в основе которого лежит утверждение о необходимости выведения неких «токсинов» из организма (без уточнения их природы). Данное учение в большинстве случаев представляет собой маркетинговый ход для продажи различных продуктов питания, пищевых добавок, диет, косметических продуктов или псевдотерапевтических курсов, и не имеет ничего общего с детоксикацией в строго научном смысле.

## Виды детоксикации

### Естественная детоксикация
Неотъемлемым свойством любого метаболического процесса в организме является выделение продуктов метаболизма. Многие из этих продуктов могут оказывать токсический эффект на любом из уровней организации жизни в пределах одного организма, если не будут своевременно обезврежены и/или выведены. Кроме того, из внешней среды на организм могут воздействовать: яды и токсины различного происхождения и свойства, чужеродные организмы, способные производить токсины внутри организма-хозяина, физические факторы, нарушающие нормальные метаболические процессы, и так далее. Поэтому в результате эволюции во всех организмах независимо развились молекулярные механизмы и органеллы (в пределах одной клетки), а также группа клеток, ткани, органы и, наконец, системы органов, основной задачей которых является выведение отходов жизнедеятельности и обезвреживание токсинов. Например, у человека задействованы следующие органы тела:
- лёгкие выводят углекислый газ;
- кожа выводит молочную кислоту;
- печень вырабатывает ферменты, обезвреживающие токсины как экзогенного, так и эндогенного происхождения;
- почки селективно извлекают некоторые метаболиты и токсины из крови и выводят их с мочой (ежедневно через почки циркулирует около 180 литров крови, и производится в среднем 1,5 литра мочи).

Помимо этого принято классифицировать естественную детоксикацию по признаку основных функций или механизмов обезвреживания, в которых могут принимать участие как отдельный орган, так и несколько различных видов тканей, органов и систем органов:
- цитохромоксидазная система печени — окисление метаболитов;
- иммунная система — фагоцитоз, связывание с белками крови;
- экскреторная система — выведение с помощью печени, почек, кишечника, кожи и легких.

Помимо этого в медицинской практике может применяться стимулирование естественной детоксикации, которое заключается в применении медикаментозных и физиотерапевтических методов, существенно ускоряющих естественные процессы детоксикации. Примеры нескольких методов стимуляции естественных процессов детоксикации:
1. Кишечный лаваж (КЛ);
2. Лазерная гемотерапия (ЛГТ);
3. Форсированный диурез (ФД);
4. Химиогемотерапия (ХГТ);
5. Гипербарическая оксигенация (ГБО);
6. Гипервентиляция лёгких (ГВЛ);
7. Магнитная гемотерапия (МГТ);
8. Лечебная гипотермия и гипертермия (ЛГ);
9. Ультрафиолетовая гемотерапия (УФГТ).

Часть этих методов не имеют подтверждённой клинической эффективности или ограниченно эффективны. В частности, гипервентиляция лёгких неэффективна в большинстве случаев.

### Искусственная детоксикация
Во многих случаях, особенно часто при попадании в организм экзогенных токсинов, выведение и/или эффективное обезвреживание путём естественной детоксикации невозможно ввиду отсутствия соответствующих для этого естественных механизмов, либо существующие механизмы детоксикации перестали нормально функционировать по какой-либо причине. Данные состояния в наиболее общем случае называют отравлениями, а способы устранения токсического действия веществ, при котором применяется вмешательство извне, называют искусственной детоксикацией. Ниже представлены основные методы искусственной детоксикации:
- Физические методы — удаление из организма токсических веществ посредством механической очистки кожи, слизистых оболочек и крови современными методиками:
  - Сорбционные методы — гемосорбция и энтеросорбция[2], лимфосорбция, плазмосорбция,
  - Фильтрационные методики — гемодиализ и перитонеальный диализ[2], ультрафильтрация, гемофильтрация, гемодиафильтрация,
  - Аферезные методы — плазмаферез, цитаферез, селективная элиминация (криоседиментация, гепаринкриоседиментация).
- Химические — связывание, дезактивация, нейтрализация и окисление (антидоты, сорбенты, антиоксиданты, непрямое электрохимическое окисление и так далее).
- Биологические — введение вакцин и сыворотки крови.

## Детоксикационная терапия
Наиболее часто детоксикационная терапия применяется при лечении острых экзогенных отравлений. При этом применяется экстренная детоксикация организма — обезвреживание экзогенных и эндогенных токсичных веществ. При терапии острых отравлений в клинической практике сложился принцип комплексной детоксикации по алгоритмам, обеспечивающим лечебный эффект при минимальной интенсивности воздействий.
Детоксикационная терапия может быть:
- Интракорпоральной — энтеросорбция
- Экстракорпоральной (эфферентная терапия[3]) — гемосорбция, плазмаферез, гемодиализ, гемофильтрация, гемодиафильтрация, криоседиментация.

Экстракорпоральная детоксикация применяется в качестве заместительной терапии при некоторых заболеваниях почек. К примеру, у кардиологических больных такая терапия увеличивает выживаемость после операции на сердце с 40 % до 45—60 % и более. При гнойном перитоните детоксикационная терапия в экстракорпоральной форме помогает уменьшить эндогенную интоксикацию и снижает смертность.
Искусственное удаление токсинов из организма может рассматриваться как временная замена или стимуляция одной из страдающих в каждом конкретном случае естественной системы детоксикации:
- Монооксидазной системы печени (частично) — гемосорбцией, непрямым электрохимическим окислением крови, ультрафиолетовое облучение крови (УФОК), низкопоточной мембранной оксигенацией крови.
- Экскреторной — гемодиализом, ультрафильтрацией, гемофильтрацией, гемосорбцией, плазаферезом, плазмосорбцией, лимфосорбцией.
- Иммунной — иммуносорбция, цитаферез, ультрафиолетовое облучение крови (УФОК).

## Детоксикация при зависимости от психоактивных веществ

### Алкогольная детоксикация
Алкогольная детоксикация (англ. alcohol detoxification), в отличие от очищающей клиренсовой детоксикации (англ. clearance detoxification), представляет собой процесс, при котором организм возвращается в нормальное состояние после длительного периода злоупотребления алкоголем, который представляет собой одно из психоактивных веществ.
Прекращение длительного алкогольного воздействия без медикаментозного лечения может вызвать нарушения здоровья вплоть до летального исхода. Для смягчения острых алкогольных расстройств используются фармакологические аналоги алкоголя — агонисты гамма-аминомасляной кислоты (ГАМК), чаще всего производными бензодиазепина.
Алкогольная детоксикация не является лечением алкоголизма, а помогает справиться с синдромом отмены.
В российской клинической практике обычно используется клиренсовая детоксикация, которая в случае алкогольной зависимости не имеет ни научного обоснования, ни существенного эффекта.

### Детоксикация наркотиков
Врачи используют детоксикацию для уменьшения или облегчения симптомов абстиненции, помогая пристрастившемуся к наркотикам человеку приспособиться к жизни без их употребления. Детоксикация с помощью лекарств не направлена на лечение наркомании, но это начальный этап в дальнейшем лечении. Часто детоксикация в лечении наркомании происходит в рамках общественной программы, которая длится несколько месяцев и проводится в специализированных помещениях, а не в больнице.
Детоксикация с помощью лекарств составляется в зависимости от места лечения. Программа большинства из них включает консультирование и терапию во время детоксикации, чтобы помочь зависимому человеку справиться с последствиями отмены.

## Немедицинская детоксикация
Во многих странах, в том числе и России, распространено ненаучное воззрение, обозначаемое как «детокс-терапия» или «очистка от шлаков», представители которого утверждают, что в организме образуются некие «шлаки», от которых, по их мнению, нужно избавляться с помощью специальной пищи, пищевых добавок (БАД) и «лечебных» процедур. Такое представление ошибочно, а люди, распространяющие на его основе свои рекомендации по питанию, нередко являются шарлатанами.
Сторонники «детокса» утверждают, что «токсины», от которых следует избавляться, попадают в организм из загрязнённой «плохой экологией» окружающей среды, бытовой химии, синтетической мебели и одежды, пищи, содержащей ГМО, и воды плохого качества и будто организму необходима регулярная очистка, которая проводится при помощи специальных диет (часто низкокалорийных: например, употребление в течение длительного времени только соков), клизм, слабительных, специальных пищевых добавок и очищающего кишечник диетического волокна. Всё это, якобы, удаляет из кишечника остатки непереваренной пищи и накапливающиеся в слизи на его стенках «токсины».
Подобная «детоксикация» часто приводит к снижению веса, а порой и в самом деле к улучшению самочувствия, которое в действительности, однако, обусловлено не удалением предполагаемых «токсинов», а улучшением настроения, вызванным гормональными изменениями при резком похудении. При этом существует риск, что после окончания «детокс-программы» прежняя масса тела вернётся либо вес тела даже превысит прежние значения. Для людей с избыточной массой тела постепенное изменение пищевых привычек намного полезнее, нежели кратковременное голодание.
Само по себе краткосрочное голодание может не причинить большого вреда, но очистка кишечника в редких случаях имеет такие последствия, как прободение кишечника, септицемия, нарушение электролитного баланса, иногда даже гибель пациента. Опасность заключается и в том, что детокс-программы являются обычной услугой спа-центров. Иногда в спа-центрах работают и врачи, однако в целом подобные процедуры не считаются медицинскими и не контролируются должным образом, что увеличивает риски для здоровья.
В организме человека действительно непрерывно образуются или поступают извне токсины (например, выпитый алкоголь), они нейтрализуются в печени, а выводятся почками, кишечником и, в небольшой степени, через кожу и лёгкие. Для нормально функционирующего организма достаточно избегать переедания, самолечения, употребления алкоголя и так далее.При некоторых состояниях требуется применение искусственной детоксикации, однако они не имеют ничего общего с данным направлением альтернативной медицины, поскольку не задействуют ни один из известных механизмов детоксикации, а патологические состояния печени и почек не могут быть исправлены предлагаемыми этой концепцией способами. 